# Cyrus Richard Crosby
Cyrus Richard Crosby (1879 – 1937) è stato un entomologo e aracnologo statunitense.
Fu insegnante alla Cornell University. Insieme a Sherman C. Bishop diede il nome scientifico al ragno Microhexura montivaga. Il genere di aracnidi Crosbycus, appartenente alla famiglia Ceratolasmatidae, prende il nome da lui.